# Heikki Savolainen
Heikki Savolainen (Joensuu, Gran Ducat de Finlàndia, 1907 - Kajaani, Finlàndia, 1997) fou un gimnasta artístic finlandès, guanyador de nou medalles olímpiques al llarg de cinc participacions olímpiques.

## Biografia
Va néixer el 28 de setembre de 1907 a la ciutat de Joensuu, població situada a la regió de Carèlia Septentrional (província de Finlàndia Oriental), que en aquells moments formava part del Gran Ducat de Finlàndia (estat dependent de l'Imperi Rus) i avui dia de Finlàndia. Graduat en educació física l'any 1931 i doctorat en medicina l'any 1939, durant la Guerra d'Hivern (1939-1940) fou tinent coronel de l'exèrcit finlandès.
Va morir el 29 de novembre de 1997 a la ciutat de Kajaani, població situada a la regió de Kainuu (província d'Oulu.

## Carrera esportiva
Considerat un dels millors gimnastes finlandesos de la història, va participar als 20 anys en els Jocs Olímpics d'Estiu de 1928 realitzats a Amsterdam (Països Baixos), on va aconseguir guanyar la medalla de bronze en la prova de cavall amb arcs, a més de finalitzar cinquè en la prova del concurs complet per equips i sisè en el concurs complet individual com a resultats més destacats.
En els Jocs Olímpics d'Estiu de 1932 realitzats a Los Angeles (Estats Units) aconseguí guanyar quatre medalles, si bé cap d'elles d'or: la medalla de plata en la prova de barra fixa i la medalla de bronze en les proves del concurs complet individual i per equips i en la prova de barres paral·leles. Així mateix finalitzà sisè en la prova d'exercici de terra, setè en les proves d'anelles i cavall amb arcs, i desè en la prova de salt sobre cavall.
En els Jocs Olímpics d'Estiu de 1936 realitzats a Berlín (Alemanya nazi) aconseguí revalidar la medalla de bronze en la prova del concurs complet per equips, i finalitzà cinquè en la prova de barra fixa, setè en les barres paral·leles, vuitè en la prova d'anelles i novè en el concurs complet individual i en l'exercici de terra com a resultats més destacats.
Després de la Segona Guerra Mundial participà, als 40 anys, en els Jocs Olímpics d'Estiu de 1948 celebrats a Londres (Regne Unit), on va aconseguir guanyar la medalla d'or en la prova del concurs complet per equips i en la prova de cavall amb arcs (en aquesta prova juntament amb els seus companys Paavo Aaltonen i Veikko Huhtanen). Així mateix finalitzà, com a resultats més destacats, sisè en les barres paral·leles i anelles.
En els Jocs Olímpics d'Estiu de 1952 realitzats a Hèlsinki (Finlàndia) fou l'encarregat de realitzar el Jurament Olímpic per part dels atletes en la cerimònia inaugural dels Jocs i aconseguí guanyar una nova medalla de bronze en la competició del concurs complet per equips, i finalitzà quart en la prova de barra fixa com a resultat més destacat. Amb aquest no metall es convertí en el primer esportista a aconseguir un total de sis medalles de bronze, un rècord igualat per Harri Kirvesniemi, Aleksei Némov i Franziska van Almsick.
Al llarg de la seva carrera guanyà una medalla de plata en el Campionat del Món de gimnàstica. L'any 2004 fou introduït al International Gymnastics Hall of Fame.